# ایوان تروش
ایوان تروش (اوکراینی: Іван Труш؛ ۱۸ ژانویهٔ ۱۸۶۹ – ۲۱ مارس ۱۹۴۱) انسان‌شناس، و نقاش اهل اتحاد جماهیر شوروی سوسیالیستی بود.